# إن سي آي إس: لوس أنجلوس
ان سي أي اس : لوس أنجلوس  مسلسل تلفزيوني أمريكي أخرجه شين برينار، مشتقة من مسلسل ان سي أي اس . عُرض في 22 سبتمبر 2009 علي سي بي إس في الولايات المتحدة، وفي نفس الوقت في كندا.
في سويسرا تم بث المسلسل في 25 فبراير 2010 علي قناة RTS 1، وفي فرنسا منذ 12 مارس 2010 علي قناة M6، وفي كيبك منذ 2 سبتمبر 2010 علي قناة v، وي بلجيكا منذ 12 يناير 2011 علي قناة RTL-TVI.
Ncis هي اختصار لكلمة Naval Criminal Investigative Service أي خدمة التحقيق الجنائي في الاسطول.

## روابط خارجية
- إن سي آي إس: لوس أنجلوس على موقع IMDb (الإنجليزية)
- إن سي آي إس: لوس أنجلوس على موقع ميتاكريتيك (الإنجليزية)
- إن سي آي إس: لوس أنجلوس على موقع روتن توميتوز (الإنجليزية)
- إن سي آي إس: لوس أنجلوس على موقع فيلمافينيتي (الإسبانية)
- إن سي آي إس: لوس أنجلوس على موقع كينوبويسك (الروسية)
- إن سي آي إس: لوس أنجلوس على موقع ألو سيني (الفرنسية)
- إن سي آي إس: لوس أنجلوس على موقع قاعدة بيانات الفيلم (الإنجليزية)